# Edmonton Indy

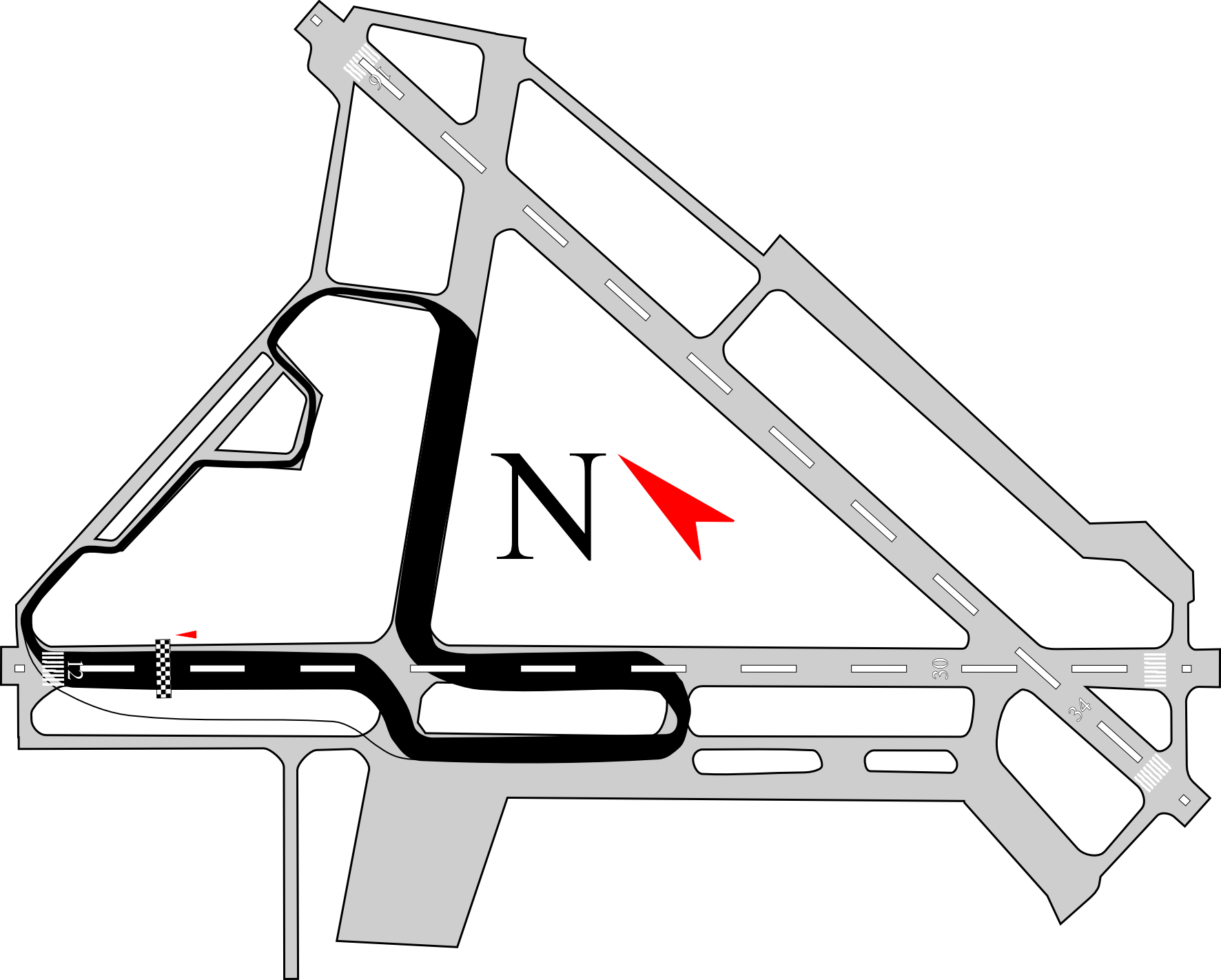
Traçado utilizado até 2010.

Traçado utilizado a partir de 2011.

Rexall Edmonton Indy (no Brasil: Grande Prêmio de Edmonton) é disputado no circuito temporário no Aeroporto do Centro da Cidade de Edmonton de Edmonton, Canadá.

## Vencedores

### Champ Car
| Ano  | Vencedor           | Chassis | Motor         | Equipe              |
| ---- | ------------------ | ------- | ------------- | ------------------- |
| 2005 | Sébastien Bourdais | Lola    | Ford-Cosworth | N/H/L Racing        |
| 2006 | Justin Wilson      | Lola    | Ford-Cosworth | RuSPORT             |
| 2007 | Sébastien Bourdais | Panoz   | Cosworth      | Newman/Haas/Lanigan |

### IndyCar Series
| Ano  | Vencedor    | Chassis | Motor | Equipe       | Detalhes |
| ---- | ----------- | ------- | ----- | ------------ | -------- |
| 2008 | Scott Dixon | Dallara | Honda | Chip Ganassi | Detalhes |
| 2009 | Will Power  | Dallara | Honda | Penske       | Detalhes |